# Kelly Ringstad
Kelly Ringstad (ur. 1 marca 1974 w Vancouver) – kanadyjska narciarka dowolna. Najlepszy wynik na mistrzostwach świata osiągnęła podczas mistrzostw w Whistler, gdzie zajęła 9. miejsce w jeździe po muldach podwójnych. Zajęła także 13. miejsce w jeździe po muldach na igrzyskach olimpijskich w Salt Lake City. Najlepsze wyniki w Pucharze Świata osiągnęła w sezonie 1997/1998, kiedy to zajęła 23. miejsce w klasyfikacji generalnej, a w klasyfikacjach jazdy po muldach była ósma.

## Sukcesy

### Igrzyska olimpijskie
| Miejsce | Dzień    | Rok  | Miejscowość    | Konkurencja      | Zwycięzca |
| ------- | -------- | ---- | -------------- | ---------------- | --------- |
| 13.     | 9 lutego | 2002 | Salt Lake City | Jazda po muldach | Kari Traa |

### Mistrzostwa Świata
| Miejsce | Dzień       | Rok  | Miejscowość | Konkurencja      | Zwycięzca      |
| ------- | ----------- | ---- | ----------- | ---------------- | -------------- |
| 24.     | 10 marca    | 1999 | Meiringen   | Jazda po muldach | Ann Battelle   |
| 17.     | 14 marca    | 1999 | Meiringen   | Muldy podwójne   | Sandra Schmitt |
| 9.      | 21 stycznia | 2001 | Whistler    | Muldy podwójne   | Kari Traa      |

### Puchar Świata

#### Miejsca w klasyfikacji generalnej
- 1995/1996 – 95.
- 1996/1997 – 68.
- 1997/1998 – 23.
- 1998/1999 – 38.
- 1999/2000 – 43.
- 2000/2001 – 36.
- 2001/2002 – -
- 2002/2003 – -
- 2003/2004 – 86.

#### Miejsca na podium
1. Breckenridge – 30 stycznia 1998 (Jazda po muldach) – 3. miejsce